# Frano Kršinić
Frano Kršinić (né le 24 juillet 1897 à Lumbarda et mort le 1er janvier 1982 à Zagreb) est un sculpteur yougoslave et croate. Avec Ivan Meštrović et Antun Augustinčić, il est considéré comme l'un des trois principaux sculpteurs croates du XXe siècle. Parmi ses œuvres les plus connues figurent la statue de Nikola Tesla installée devant le Niagara Falls State Park, aux États-Unis, dont une copie à l'dentique se dresse devant le bâtiment de la Faculté de génie électrique de l'université de Belgrade, en Serbie, ou encore le Monument du Yekatit 12 à Addis-Abeba (en coopération avec Antun Augustinčić). Il était membre de l'Académie croate des sciences et des arts et membre de l'Académie serbe des sciences et des arts.

## Œuvres

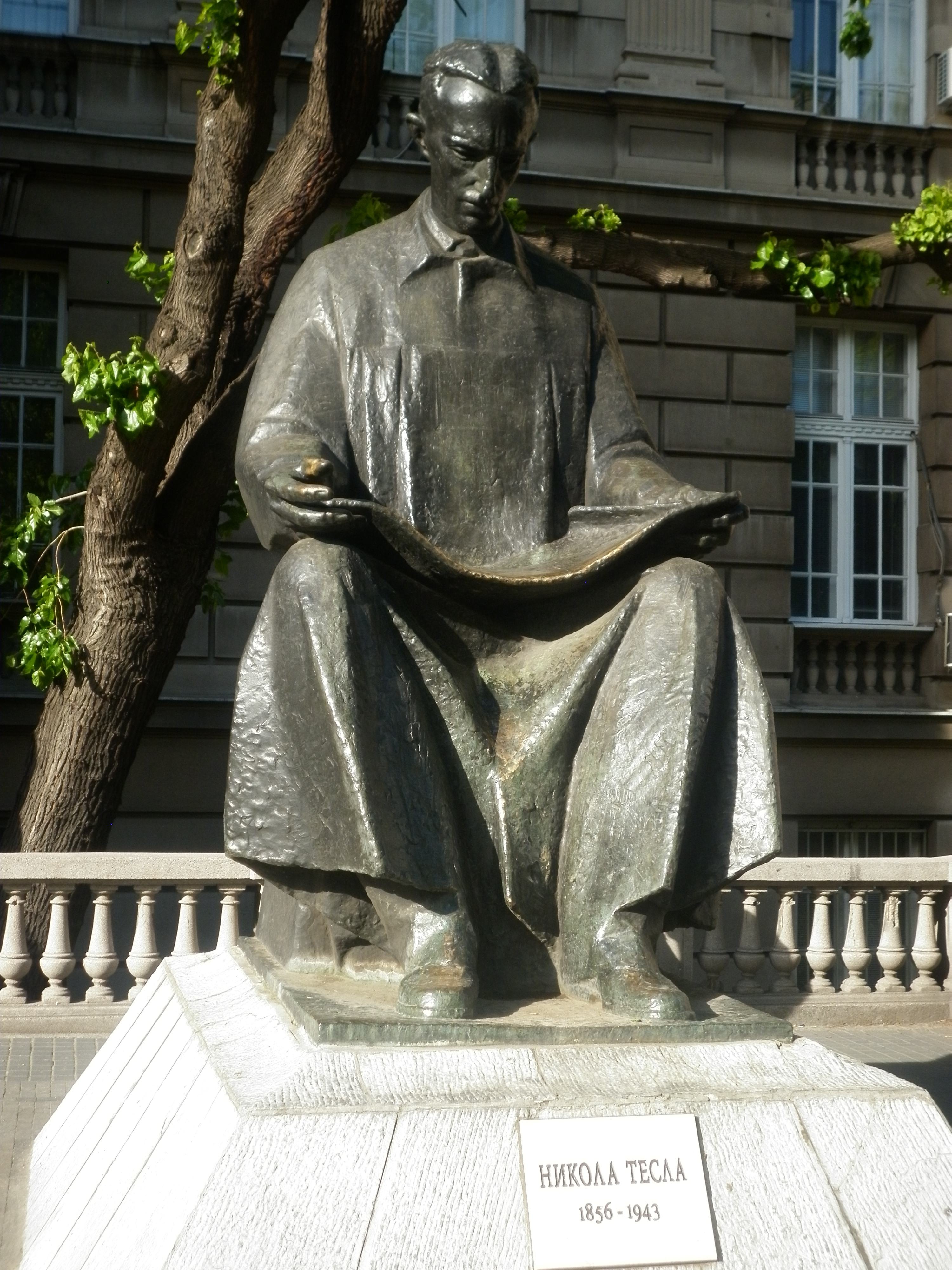
La statue de Nikola Tesla devant la Faculté de génie électrique de l'université de Belgrade